# Sân vận động Quốc gia Morodok Techo
Sân vận động Quốc gia Morodok Techo (tiếng Khmer: កីឡដ្ឋានជាតិមរតកតេជោ, Keilâdthan Chéatĕ Môrôtâk Téchoŭ) là một sân vận động bóng đá và điền kinh ở Phnôm Pênh, Campuchia. Sân là địa điểm chính của Khu liên hợp thể thao quốc gia Morodok Techo. Với sức chứa 60.000 chỗ ngồi, cơ sở vật chất hiện đại và mặt sân cỏ tự nhiên, Morodok Techo sẽ là sân nhà của đội tuyển bóng đá quốc gia Campuchia tại các giải bóng đá quốc tế thay cho Sân vận động Olympic Phnôm Pênh (tuy sức chứa lớn hơn với 70.000 chỗ nhưng đã được xây dựng từ 1964, hiện đang sử dụng mặt cỏ nhân tạo và cơ sở vật chất đã trở nên quá cũ).

## Xây dựng
Khu liên hợp thể thao quốc gia Morodok Techo, bao gồm sân vận động chính được xây dựng để tổ chức Đại hội Thể thao Đông Nam Á 2023 do Campuchia đăng cai. Công việc xây dựng khu liên hợp thể thao được bắt đầu vào tháng 4 năm 2013, và công việc xây dựng sân vận động chính được bắt đầu vào tháng 8 năm 2017. Lễ khởi công xây dựng sân vận động đã được tổ chức trước đó vào ngày 4 tháng 4 năm 2017. Chính phủ Trung Quốc đã viện trợ 1,1 tỷ nhân dân tệ (khoảng 160 triệu đô la Mỹ) cho việc xây dựng sân vận động. Sân được thiết kế và xây dựng bởi Tập đoàn Kiến trúc Trung Quốc. Khoảng 340 kỹ sư người Trung Quốc và 240 công nhân và kỹ thuật viên người Campuchia đã tham gia xây dựng sân vận động này. Đến tháng 1 năm 2019, sân vận động đã hoàn thành 40% và công việc lắp đặt ghế ở các địa điểm thi đấu khác trong khu liên hợp đã hoàn thành cũng trong tháng đó.

## Kiến trúc và thiết kế
Sân vận động Quốc gia Morodok Techo có thiết kế giống một chiếc thuyền buồm để kỷ niệm quan hệ Campuchia-Trung Quốc; do người Trung Quốc thường đến Campuchia bằng thuyền buồm thời cổ đại. Sân vận động có độ cao 39,9 m (131 ft) với hai cấu trúc "mũi nhọn" cao 99 m (325 ft) được thiết kế nhằm liên tưởng đến cử chỉ Sampeah của người Khmer. Sân được bao quanh bởi một con hào theo phong cách Angkor và bên ngoài có họa tiết được vẽ theo mô-típ dựa trên hoa Rumdul (Mitrella mesnyi), quốc hoa của Campuchia.